# Józefowice (województwo wielkopolskie)
Józefowice – wieś w Polsce położona w województwie wielkopolskim, w powiecie chodzieskim, w gminie Szamocin.
W latach 1975–1998 miejscowość administracyjnie należała do województwa pilskiego.
Zobacz też: Józefowice.